# Гриффис, Этель
Этель Гриффис (англ. Ethel Griffies, 26 апреля 1878 — 9 сентября 1975) — британская театральная, телевизионная и киноактриса.

## Биография
Родители Этель Вудс, Сэмюэль Руперт Вудс и Лилли Робертс, были актёрами, и поэтому её карьера началась на театральной сцене ещё в детстве, в 1881 г. Помимо театра Этель много снималась в кино, сыграв 90 ролей в фильмах и приняв участие в 10 телевизионных сериалах.
Этель дважды была замужем. Её первый муж Уолтер Бьюмон умер в 1910 г., а её второе замужество с британским актёром Эдвардом Купером продлилось с 1917 г. до его кончины в 1956 г.
Одна из последних её киноролей была в 1963 г. в фильме Альфреда Хичкока «Птицы», где она сыграла старого орнитолога миссис Банди. На момент её смерти в 1975 г. Этель была старейшей актрисой британского театра, продолжавшей играть на сцене.

## Избранная фильмография
- 1963 — Билли-лжец — Флоренс, бабушка Билли
- 1963 — Птицы — миссис Банди, орнитолог
- 1946 — Преданность — Тётя Бренуэлл
- 1945 — Саратогская железнодорожная ветка — Кларисса Ван Стид
- 1945 — Медовый месяц втроем — миссис Сара Фэнвэй
- 1945 — Звуки горна в полночь — леди Стовер
- 1944 — Музыка для миллионов — миссис МакГуфф
- 1943 — Священные узы брака — леди Вэйл
- 1942 — Замок в пустыне — Лили
- 1941 — Как зелена была моя долина — миссис Николас
- 1940 — Незнакомец на третьем этаже — миссис Кейн
- 1940 — Мост Ватерлоо — миссис Кларк (в титрах не указана)
- 1939 — Я из Миссури  — мисс Уайлдхэк
- 1935 — Анна Каренина — мадам Карташова
- 1934 — Джейн Эйр — Грейс Пул
- 1934 — Мы снова живы — тетя Мари
- 1934 — Ответный ход Бульдога Драммонда — миссис Филд